# Luise Brinkmann

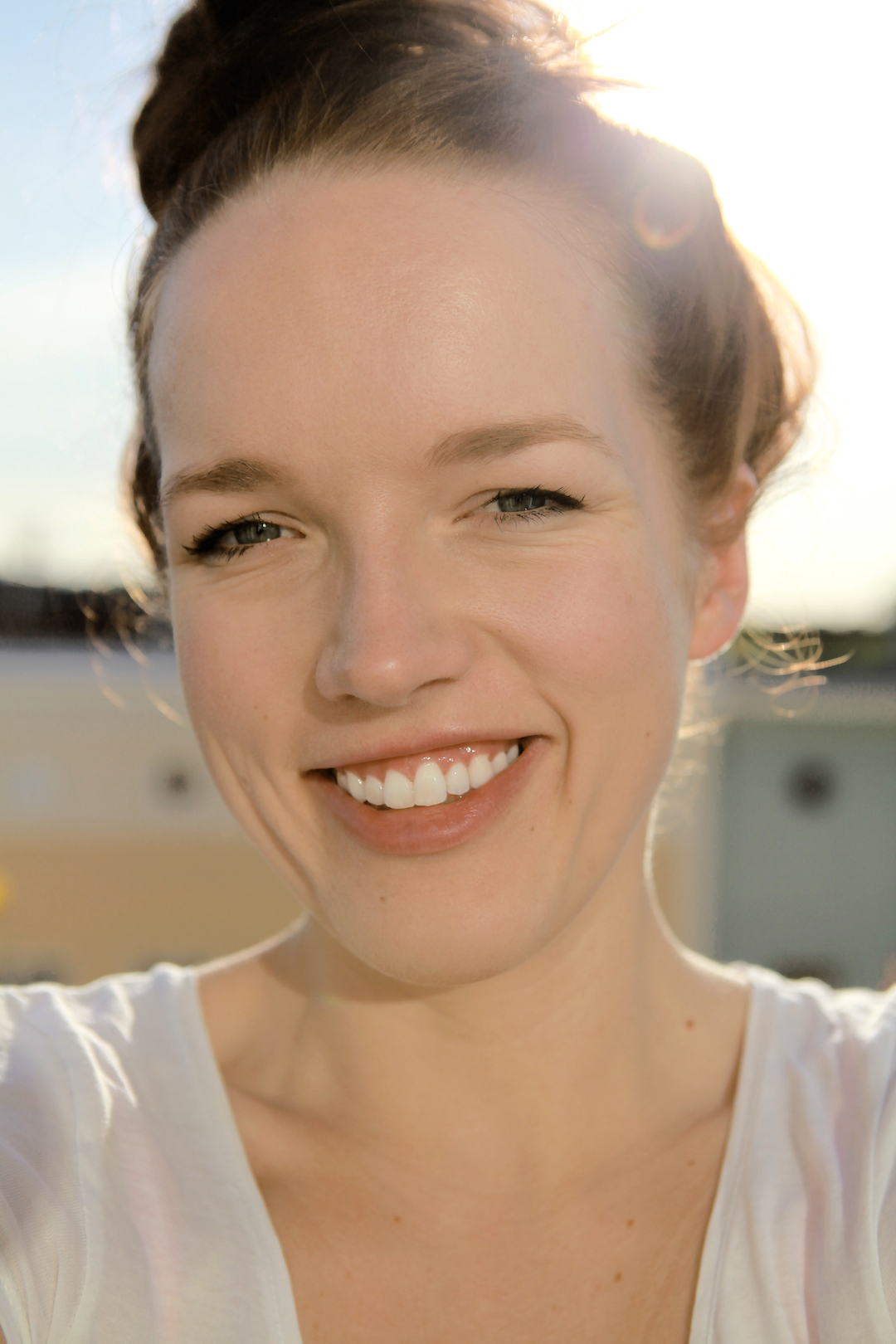
Luise Brinkmann (2015)

Luise Brinkmann (* 1985 in Beckum, Nordrhein-Westfalen) ist eine deutsche Regisseurin.

## Leben
Luise Brinkmann drehte schon in ihrer Schulzeit Kurzfilme. Nach ihrem Abitur 2004 und einer Ausbildung zur Mediengestalterin Bild und Ton sammelte sie einige Jahre Erfahrungen in verschiedenen Bereichen der Kino- und Fernsehfilmproduktion in Berlin – unter anderem im Postproduktionshaus ARRI Film&TV GmbH Berlin. Neben zusätzlichen Schauspiel- und Improvisationstheaterkursen in ihrer Freizeit realisierte Brinkmann stetig eigene Filmprojekte, mit denen sie regelmäßig auf Festivals eingeladen wurde. Ihr Film Nebenan von 2010 lief so erfolgreich auf LGBT-Festivals weltweit, dass er anschließend auf DVD und auf verschiedenen Portalen als VOD veröffentlicht wurde. Nach einem Studienjahr an der University for the Creative Arts in England studierte Brinkmann zwischen 2012 und 2016 Regie an der Internationalen Filmschule (IFS) Köln.
Die Webserie Emmas Welt (2013), bei der sie die Regie übernahm, wurde 2015 auf dem Webfest Berlin mit dem Preis für die Beste Deutsche Webserie ausgezeichnet und gewann 2016 den Preis für die Beste Hauptdarstellerin auf dem Sicily Web Fest.
Ihr Film Kalt Küssen (2014) wurde 2016 durch das Institut für Film und Bild in Wissenschaft und Unterricht deutschlandweit für den Schulunterricht veröffentlicht. Ihr Abschlussfilm Beat Beat Heart (2016) feierte auf dem 34. Filmfest München 2016 seine Weltpremiere und wurde am 1. Juli 2016 mit einem Spezialpreis der Jury des Förderpreis Neues Deutsches Kino ausgezeichnet. Ihr nächster, selbstproduzierter Film Auf und Ableben (2020) wurde als „Best German Film“ beim Universal Film Festival und als „bester Film - Mittellang“ beim Independent Star Filmfest München prämiert, nachdem er zuvor seine Premiere beim Max Ophüls Festival im mittellangen Wettbewerb feierte.
Ihre TV-Premiere gab Luise Brinkmann mit der 1000. Jubiläums-Folge von Schloss Einstein 2020. Im Jahr darauf, folgten weitere Folgen der bekanntesten Kinder- und Jugendserie. Außerdem das Märchen Zitterinchen (2022), das in der Reihe „6 auf einen Streich“ in der ARD zu Weihnachten 2022 zum ersten Mal gesendet wurde. Luise Brinkmann startete im Auftrag der Network Movie im selben Jahr die ZDF-Reihe MALIBU, für die sie die ersten vier Spielfilme (2022–2023) drehte und die jeweils am Sonntag Abend zur Prime Time starten. 2023 übernahm Luise Brinkmann ebenfalls die Regie für die Romanadaption des Bestsellers DEIN PERFEKTES JAHR im Auftrag der Bavaria Fiction mit Anneke Kim Sarnau und Stefan Jürgens in den Hauptrollen.
Viele von Luise Brinkmanns eigenen Filmen zählen auf Grund ihrer improvisatorischen Machart zum German Mumblecore.
Luise Brinkmann lebt in Berlin und Hamburg.

## Filmographie
- 2004: Close To You (Kurzfilm)
- 2004: Flucht und Vertreibung nach dem 2. Weltkrieg – Von Schlesien nach Westfalen (Kurzfilm)
- 2006: Aspekte (Kurzfilm)
- 2007: Wenn ich eine Rose schenke, schenke ich nicht eine Rose... (Kurzfilm)
- 2010: Nebenan
- 2011: Auf Und Zu (Kurzfilm)
- 2011: Ich & Du (Kurzfilm)
- 2011: The Lady of Chiswick (Kurzfilm)
- 2011: Eva (Kurzfilm)
- 2011: Teil.weise (Kurzfilm)
- 2012: Your Email (Experimental)
- 2012: Atypical (Kurzfilm)
- 2012: Am Bad (Kurzfilm)
- 2012: Die Neue (Kurzfilm)
- 2012: Courtage (Kurzfilm)
- 2013: Emmas Welt (Webserie)
- 2014: Kalt Küssen (Kurzfilm)
- 2015: I sleep in the river’s bed
- 2016: Where’s The Money, Honey? (Kurzfilm)
- 2016: Beat Beat Heart
- 2019: Soup of the Day (Trailer)
- 2020: Auf und Ableben
- 2020: Schloss Einstein
- 2021: Schloss Einstein
- 2022: Zitterinchen (ARD-TV-Märchen)
- 2022: Malibu – Camping für Anfänger
- 2022: Malibu – Ein Zelt für drei
- 2023: Malibu – Schwesterherzen
- 2023: Malibu – Küss den Frosch
- 2024: Dein perfektes Jahr

## Auszeichnungen (Auswahl)
- 2004: Gewinnerin des LfM-Bürgermedienpreis 2004 in der Kategorie: Bürgerfernsehen für Flucht und Vertreibung nach dem 2. Weltkrieg – Von Schlesien nach Westfalen
- 2015: Gewinnerin als Beste Deutsche Webserie für Emmas Welt auf dem Webfest Berlin[1]
- 2016: Gewinnerin des Förderpreis Neues Deutsches Kino – Spezialpreis für Ensemblegeist und Energie für Beat Beat Heart auf dem 34. Filmfest München 2016
- 2016: Nominierung für Beat Beat Heart für den Förderpreis Neues Deutsches Kino in den Kategorien Regie, Drehbuch, Produktion und Schauspiel auf dem 34. Filmfest München 2016
- 2016: Nominierung für Beat Beat Heart für den FIPRESCI-Preis auf dem 34. Filmfest München 2016
- 2016: Nominierung für Beat Beat Heart für den deutsch-französischen Jugendpreis KINEMA auf dem 30. Braunschweig International Film Festival 2016
- 2020: Nominierung für Auf und Ableben als Bester Mittellanger Film auf dem Filmfestival Max Ophüls Preis 2020
- 2020: Nominierung für Auf und Ableben als Bester Mittellanger Film auf dem Achtung Berlin - new berlin film award
- 2021: Gewinnerin als Bester Deutscher Film für Auf und Ableben beim Universal Filmfestival
- 2021: Gewinnerin des Silver Awards für Auf und Ableben beim Independent Star Filmfest
- 2022: Nominierung für Zitterinchen als Bester Spielfilm auf dem Goldener-Spatz-Filmfestival 2022